# 沈阳市文萃小学
沈阳市文萃小学，位于辽宁省沈阳市沈河区，1989年成立于沈阳市。校园占地面积12213.8㎡，其中建筑面积15481.95㎡。每年向沈河区部分街道招生。学生为沈阳市学籍。
1. ↑  文萃小学主页 （页面存档备份，存于） 沈阳教育资源公共服务平台